# آدم بورتون
آدم بورتون (بالإنجليزية: Adam Burton)‏ هو لاعب كرة قاعدة أسترالي، ولد في 17 مارس 1972.

## وصلات خارجية
- آدم بورتون على موقعبيزبول رفرنس.كوم (الدوري الثانوي) (الإنجليزية)
- آدم بورتون على موقع اللجنة الأولمبية الدولية (الإنجليزية)
- آدم بورتون على موقع أوليمبيديا (الإنجليزية)
- آدم بورتون على موقع اللجنة الأولمبية الأسترالية (الإنجليزية)